# A Nyíregyháza Spartacus FC 2023–2024-es szezonja
A Nyíregyháza Spartacus FC a 2023–2024-es szezonban az NB2-ben indult.
A MOL Magyar Kupába a 3. fordulóban csatlakoztak be, ellenfelük a harmadosztályú Tiszaújváros együttese volt, akik ellen 1–1-es rendes játékidőbeli eredmény után, 3–5-ös büntetőaránnyal jutottak tovább. A legjobb 32 között a szintén NB3-as Dunaföldvár volt az ellenfelük, akik ellen 0–1-es eredménnyel jutottak tovább. A nyolcaddöntőben ismét NB3-as ellenfelük lesz, méghozzá a Szentlőrinc együttese.

## Változások a csapat keretében
A félkövérrel jelölt játékosok felnőtt válogatottsággal rendelkeznek.

### Érkezők
| Dátum               | Név               | Nemzet | Poszt       | Kor | Honnan                    | Szerződés megnevezése | Átigazolási időszak | Szerződés vége | Átigazolás összege | Forrás |
| ------------------- | ----------------- | ------ | ----------- | --- | ------------------------- | --------------------- | ------------------- | -------------- | ------------------ | ------ |
| 2023. június 23.    | Mihajlo Rjasko    | ukrán  | hátvéd      | 27  | Kecskemét (NB I)          | lejárt a szerződése   | 2023. évi nyári     | 2025           | ingyen             | [ 2 ]  |
| 2023. június 24.    | Alaxai Áron       | magyar | hátvéd      | 20  | Puskás Akadémia (NB I)    | lejárt a szerződése   | 2023. évi nyári     | 2025           | ingyen             | [ 3 ]  |
| 2023. június 24.    | Bese Balázs       | magyar | kapus       | 24  | Szentlőrinc (NB III)      | lejárt a szerződése   | 2023. évi nyári     | 2025           | ingyen             | [ 4 ]  |
| 2023. június 27.    | Kesztyűs Barna    | magyar | középpályás | 29  | Paks (NB I)               | lejárt a szerződése   | 2023. évi nyári     | 2024           | ingyen             | [ 5 ]  |
| 2023. június 30.    | Tamás Olivér      | magyar | hátvéd      | 22  | Paks (NB I)               | kölcsön               | 2023. évi nyári     | 2024           | –                  | [ 6 ]  |
| 2023. július 1.     | Herjeczki Kristóf | magyar | csatár      | 25  | Gyirmót (NB II)           | lejárt a szerződése   | 2023. évi nyári     | 2025           | ingyen             | [ 7 ]  |
| 2023. július 7.     | Toma György       | ukrán  | középpályás | 27  | Győri ETO (NB II)         | lejárt a szerződése   | 2023. évi nyári     | 2026           | ingyen             | [ 8 ]  |
| 2023. július 10.    | Géresi Krisztián  | magyar | csatár      | 29  | Vasas (NB II)             | lejárt a szerződése   | 2023. évi nyári     | 2025           | ingyen             | [ 9 ]  |
| 2023. július 11.    | Dala Martin       | magyar | kapus       | 19  | Fehérvár II (NB III)      | kölcsön               | 2023. évi nyári     | 2024           | –                  | [ 10 ] |
| 2023. július 19.    | Gyenti Kristóf    | magyar | hátvéd      | 17  | Debreceni VSC II (NB III) | kölcsön               | 2023. évi nyári     | 2024           | –                  | [ 11 ] |
| 2023. július 21.    | Nagy Dominik      | magyar | csatár      | 28  | Mezőkövesd (NB I)         | lejárt a szerződése   | 2023. évi nyári     | Nem publikus   | ingyen             | [ 12 ] |
| 2023. július 28.    | Farkas Bendegúz   | magyar | hátvéd      | 18  | Puskás Akadémia (NB I)    | kölcsön               | 2023. évi nyári     | 2024           | –                  | [ 13 ] |
| 2023. szeptember 5. | Németh Barnabás   | magyar | csatár      | 21  | Honvéd II (NB III)        | lejárt a szerződése   | 2023. évi nyári     | 2026           | ingyen             | [ 14 ] |

### Kölcsönből visszatérők
| Dátum            | Név         | Nemzet  | Poszt  | Kor | Honnan              | Átigazolási időszak | Szerződés vége |
| ---------------- | ----------- | ------- | ------ | --- | ------------------- | ------------------- | -------------- |
| 2023. június 30. | Yasin Hamed | szudáni | csatár | 23  | Békéscsaba (NB III) | 2023. évi nyári     | Nem publikus   |

### Utánpótlásból felkerültek
| Dátum           | Név          | Nemzet | Poszt  | Kor | Átigazolási időszak | Szerződés vége |
| --------------- | ------------ | ------ | ------ | --- | ------------------- | -------------- |
| 2023. július 1. | Cseh Norbert | magyar | csatár | 18  | 2023. évi nyári     | 2026           |

### Távozók
| Dátum            | Név                | Nemzet  | Poszt       | Kor | Hova                   | Szerződés megnevezése | Átigazolási időszak | Szerződés vége | Átigazolás összege | Forrás |
| ---------------- | ------------------ | ------- | ----------- | --- | ---------------------- | --------------------- | ------------------- | -------------- | ------------------ | ------ |
| 2023. június 26. | Nikola Pantović    | szerb   | csatár      | 29  | Molfetta (olasz V)     | lejárt a szerződése   | 2023. évi nyári     | 2024           | ingyen             | [ 15 ] |
| 2023. június 26. | Papucsek Barna     | magyar  | hátvéd      | 33  | Csákvár (NB II)        | lejárt a szerződése   | 2023. évi nyári     | 2024           | ingyen             | [ 15 ] |
| 2023. június 30. | Major Marcell      | magyar  | középpályás | 18  | Puskás Akadémia (NB I) | kölcsönből vissza     | 2023. évi nyári     | Nem publikus   | –                  | [ 16 ] |
| 2023. július 1.  | Szokol Zsolt       | magyar  | hátvéd      | 33  | Sényő (NB III)         | lejárt a szerződése   | 2023. évi nyári     | Nem publikus   | ingyen             | [ 17 ] |
| 2023. július 1.  | Jánvári Gábor      | magyar  | hátvéd      | 33  | klub nélküli           | lejárt a szerződése   | 2023. évi nyári     | –              | –                  | [ 18 ] |
| 2023. július 1.  | Hegedüs Lajos      | magyar  | kapus       | 35  | visszavonult           | visszavonult          | 2023. évi nyári     | –              | –                  | [ 19 ] |
| 2023. július 6.  | Yasin Hamed        | szudáni | csatár      | 23  | Győri ETO (NB II)      | átigazolás            | 2023. évi nyári     | 2024           | ingyen             | [ 20 ] |
| 2023. július 7.  | Szerető Krisztofer | magyar  | csatár      | 23  | Budafok (NB II)        | átigazolás            | 2023. évi nyári     | Nem publikus   | ingyen             | [ 21 ] |
| 2023. július 11. | Talián László      | magyar  | kapus       | 21  | Cigánd (NB III)        | lejárt a szerződése   | 2023. évi nyári     | Nem publikus   | ingyen             | [ 10 ] |
| 2023. július 11. | Szondi Levente     | magyar  | kapus       | 18  | Sényő (NB III)         | kölcsön               | 2023. évi nyári     | 2024           | –                  | [ 10 ] |
| 2023. július 11. | Hrabina Alex       | magyar  | kapus       | 28  | klub nélküli           | lejárt a szerződése   | 2023. évi nyári     | –              | –                  | [ 10 ] |
| 2023. július 12. | Gál Szabolcs       | magyar  | hátvéd      | 31  | Dunaföldvár (NB III)   | lejárt a szerződése   | 2023. évi nyári     | Nem publikus   | ingyen             | [ 22 ] |
| 2023. július 13. | Adamcsek Máté      | magyar  | csatár      | 25  | Gyirmót (NB II)        | átigazolás            | 2023. évi nyári     | 2025           | ingyen             | [ 23 ] |
| 2023. július 19. | Pekár László       | magyar  | csatár      | 30  | Kazincbarcika (NB II)  | lejárt a szerződése   | 2023. évi nyári     | Nem publikus   | ingyen             | [ 24 ] |
| 2023. július 25. | Csősz Richárd      | magyar  | középpályás | 26  | BVSC-Zugló (NB II)     | lejárt a szerződése   | 2023. évi nyári     | Nem publikus   | ingyen             | [ 25 ] |
| 2023. július 25. | Herczku Alex       | magyar  | hátvéd      | 20  | DEAC (NB III)          | átigazolás            | 2023. évi nyári     | Nem publikus   | ingyen             | [ 26 ] |
| 2023. július 31. | Kiss Ákos          | magyar  | hátvéd      | 21  | Dabas (NB III)         | lejárt a szerződése   | 2023. évi nyári     | Nem publikus   | ingyen             | [ 27 ] |

### Szerződéshosszabbítások
| Dátum            | Név          | Nemzet | Poszt  | Kor | Szerződés hossza | Szerződés vége | Forrás |
| ---------------- | ------------ | ------ | ------ | --- | ---------------- | -------------- | ------ |
| 2023. június 21. | Novák Csanád | magyar | csatár | 28  | + 3 év           | 2026           | [ 28 ] |
| 2023. június 30. | Baki Ákos    | magyar | hátvéd | 28  | + 2 év           | 2025           | [ 29 ] |
| 2023. július 18. | Cseh Norbert | magyar | csatár | 18  | + 3 év           | 2026           | [ 30 ] |

## Játékoskeret
Utolsó módosítás: 2024. január 9.
A vastaggal jelzett játékosok felnőtt válogatottsággal rendelkeznek.
A dőlttel jelzett játékosok kölcsönben szerepelnek a klubnál.
*Kooperációs szerződéssel szerepel a csapatnál.
| Mezszám                | Név               | Nemzetiség     | Születési hely  | Születési idő (kor)            | Korábbi csapat                 | Érték (€) | Szerződés lejárta |
| ---------------------- | ----------------- | -------------- | --------------- | ------------------------------ | ------------------------------ | --------- | ----------------- |
|                        |                   |                |                 |                                |                                |           |                   |
| Kapusok                |                   |                |                 |                                |                                |           |                   |
| 1                      | Bese Balázs       | magyar         | Budapest        | 1999. január 22. (26 éves)     | Szentlőrinc SE                 | 50 000    | 2025.06.30.       |
| 57                     | Dala Martin       | magyar         | Székesfehérvár  | 2004. április 26. (21 éves)    | Fehérvár FC II                 | 50 000    | 2024.06.30.       |
| 95                     | Fejér Béla        | román · magyar | Zabola          | 1995. május 11. (30 éves)      | ACS Sepsi OSK Sepsiszentgyörgy | 150 000   | 2024.06.30.       |
| Védők                  |                   |                |                 |                                |                                |           |                   |
| 3                      | Deutsch Bence     | magyar         | Budapest        | 1992. augusztus 4. (32 éves)   | BFC Siófok                     | 25 000    | Nem publikus      |
| 4                      | Alaxai Áron       | magyar         | Miskolc         | 2003. április 11. (22 éves)    | Puskás Akadémia FC II          | 100 000   | 2025.06.30.       |
| 13                     | Gengeliczki Gergő | magyar         | Budapest        | 1993. június 8. (32 éves)      | Soroksár SC                    | 75 000    | Nem publikus      |
| 21                     | Mihajlo Rjasko    | ukrán · magyar | Munkács         | 1996. május 11. (29 éves)      | Kecskeméti TE                  | 250 000   | 2025.06.30.       |
| 33                     | Tamás Olivér      | magyar · ukrán | Aknaszlatina    | 2001. április 14. (24 éves)    | Paksi FC                       | 175 000   | 2024.06.30.       |
| 44                     | Baki Ákos         | magyar         | Zalaegerszeg    | 1994. augusztus 24. (30 éves)  | MTK Budapest FC II             | 125 000   | 2025.06.30.       |
| 77                     | Nagy Barnabás     | magyar         | Pécs            | 2000. szeptember 5. (24 éves)  | MTK Budapest FC                | 125 000   | 2024.12.31.       |
| 88                     | Farkas Bendegúz   | magyar         | Budapest        | 2004. augusztus 5. (20 éves)   | Puskás Akadémia FC II          | 125 000   | 2024.06.30.       |
| Középpályások          |                   |                |                 |                                |                                |           |                   |
| 6                      | Toma György       | ukrán · magyar | Huszt           | 1996. április 27. (29 éves)    | Győri ETO FC                   | 100 000   | 2026.06.30.       |
| 8                      | Sigér Ákos        | magyar         | Hajdúböszörmény | 1995. július 8. (30 éves)      | Debreceni EAC                  | 75 000    | 2024.06.30.       |
| 10                     | Paku Roland       | magyar         | Zenta           | 1993. június 24. (32 éves)     | NK Nafta Lendava               | 75 000    | Nem publikus      |
| 19                     | Gresó Mátyás      | magyar         | Miskolc         | 1996. október 24. (28 éves)    | Eger SE                        | 150 000   | 2024.06.30.       |
| 22                     | Pataki Bence      | HUN            | Nyíregyháza     | 2003. augusztus 22. (21 éves)  | Utánpótlásból került fel       | 100 000   | 2025.06.30.       |
| 93                     | Kesztyűs Barna    | magyar         | Pécs            | 1993. szeptember 4. (31 éves)  | Paksi FC                       | 200 000   | 2024.06.30.       |
| Támadók                |                   |                |                 |                                |                                |           |                   |
| 7                      | Myke              | BRA · magyar   | Curitiba        | 1992. október 30. (32 éves)    | MTK Budapest FC                | 100 000   | 2026.06.30.       |
| 9                      | Novák Csanád      | magyar         | Tapolca         | 1994. szeptember 24. (30 éves) | Szolnoki MÁV FC                | 150 000   | 2026.06.30.       |
| 11                     | Herjeczki Kristóf | magyar         | Budapest        | 1998. június 29. (27 éves)     | Gyirmót FC Győr                | 125 000   | 2025.06.30.       |
| 14                     | Nagy Dominik      | magyar         | Pécs            | 1995. május 8. (30 éves)       | Mezőkövesd Zsóry FC            | 250 000   | Nem publikus      |
| 17                     | Vass Patrik       | magyar         | Budapest        | 1993. január 17. (32 éves)     | Zalaegerszegi TE FC            | 100 000   | 2024.06.30.       |
| 20                     | Cseh Norbert      | magyar         | Nyíregyháza     | 2005. április 24. (20 éves)    | Utánpótlásból került fel       | -         | 2026.06.30.       |
| 23                     | Kovácsréti Márk   | magyar         | Budapest        | 2000. szeptember 1. (24 éves)  | MTK Budapest FC                | 100 000   | Nem publikus      |
| 49                     | Géresi Krisztián  | magyar         | Székesfehérvár  | 1994. június 14. (31 éves)     | Vasas FC                       | 200 000   | 2025.06.30.       |
| 92                     | Németh Barnabás   | magyar         | Pécs            | 2002. március 4. (23 éves)     | Budapest Honvéd II             | 50 000    | 2026.06.30.       |
| Kölcsönadott játékosok |                   |                |                 |                                |                                |           |                   |
| Név                    | Poszt             | Nemzetiség     | Születési hely  | Születési idő (kor)            | Kölcsönben itt                 | Érték (€) | Kölcsön lejárta   |
|                        |                   |                |                 |                                |                                |           |                   |

## Vezetőség és szakmai stáb
Utolsó módosítás: 2023. július 11. 
| Vezetőség          | Vezetőség           | Szakmai stáb     | Szakmai stáb    |
| ------------------ | ------------------- | ---------------- | --------------- |
| Elnök              | Révész Bálint       | Vezetőedző       | Tímár Krisztián |
| Klubigazgató       | Dankó Gergő         | Asszisztensedző  | Szalai Tamás    |
| Sportigazgató      | Fekete Tivadar      | Videóelemző      | Ambrusz Árpád   |
| Projektmenedzser   | Kósa Árpád          | Erőnléti edző    | Darabos Balázs  |
| Klubjogász         | Dr. Sarkadi Zoltán  | Kapusedző        | Miski Zoltán    |
| Gazdasági vezető   | Fazekasné Vad Ágnes | Masszőr          | Tanyi Attila    |
| Pénzügyi vezető    | Molnár Vivien       | Technikai vezető | Murák László    |
| Marketing referens | Tóth Dalma          | Kluborvos        | Dr. Sánta János |
| Mérkőzésszervező   | Szmollár Tamás      | Szertáros        | Zajcz István    |
| Sajtófőnök         | Dankó László        |                  |                 |